# Eduardo Pérez Viloria
 (septembre 2024).
Eduardo Pérez Viloria (Barinas, Venezuela, 10 août 1992) est un écrivain, poète, avocat, historien, anthropologue, communicateur et ultramarathonien vénézuélien. Reconnu tant pour son œuvre littéraire que pour ses performances sportives remarquables,,, . Il s'est imposé comme une figure influente dans la littérature, la réflexion critique et l'ultramarathon international.

## Formation académique et parcours professionnel
Eduardo Pérez Viloria est titulaire de maîtrises en droit, en histoire et en anthropologie obtenues au Venezuela et en France. Sa polyvalence intellectuelle se manifeste dans sa production littéraire et académique prolifique, avec plus d'une centaine d'articles d'opinion et scientifiques publiés dans divers médias,,. Au Venezuela, il est un écrivain de renom et un militant politique engagé, avec une implication profonde dans la transformation sociale et la pensée critique.
Parmi ses œuvres les plus marquantes figure Notes d’un subversif, un livre qui explore des questions philosophiques, politiques et sociales sous un angle innovant, consolidant sa réputation d'auteur engagé et d'une grande profondeur intellectuelle.
En plus de ses contributions au Venezuela, Pérez Viloria a étendu ses activités d’écrivain en France, où il a publié des articles dans des médias tels que la revue Argument et la plateforme française Mediapart. Ses écrits en français et en espagnol abordent des questions politiques, souvent critiques de l’opposition vénézuélienne, ainsi que des récits plus personnels.

## Carrière sportive
Dans le domaine sportif, Eduardo Pérez Viloria est le meilleur ultramarathonien vénézuélien dans la discipline des 100 km, se plaçant en tête du classement international de son pays. Sa passion pour les courses de résistance extrême l’a conduit à participer à des compétitions de renommée mondiale, alliant discipline, stratégie et un amour profond pour le sport.

## Héritage
Avec une trajectoire qui couvre la littérature, l'académie, la politique et le sport, Eduardo Pérez Viloria est une personnalité aux multiples facettes qui inspire tant ses lecteurs que la communauté sportive. Son œuvre et ses réalisations reflètent un esprit infatigable de recherche, de réflexion et de dépassement de soi.